# 氹仔舊城區臨時行人專區
氹仔舊城區節假日臨時行人專用區（葡萄牙語：Zona pedonal provisória no bairro antigo da Taipa）是澳門特別行政區政府跨部門為應對節假日期間到訪氹仔舊城區一帶的遊客眾多，做好人流及交通管制等管理措施而設立。實施範圍位於氹仔舊城區近益隆炮竹廠至路氹歷史館一段街道，於指定舉行日期當天的12:00至19:00期間封閉交通並改為臨時行人專用區。

## 背景
氹仔舊城區的官也街自1983年起成為澳門首個行人專用區；隨著2000年代起開放和擴展港澳個人遊等利好澳門旅遊之政策落地，官也街一帶的氹仔舊城區成為了澳門其中一個重要的旅遊景點，每逢周未或節假日等旅遊旺季，吸引大批旅客前往遊覽，由於路網有限，導致人車爭路情況十分嚴重，更衍生出該旅遊景點承載力之問題。
早在2009年，交通事務局試行一系列交通改動措施，包括開通泉福新邨旁一段體育路，讓輕型汽車及摩托車可從地堡街駛往體育路，從而對行車作出分流；同時將擴大黑橋街靠近松樹尾一邊的的士候客區，以讓更多的士能靠站上落客。
以官也街與施督憲正街交界為例，由於官也街作為澳門的重要旅遊景點，周邊行車道路或街巷面積有限和狹窄，在人多期間由於行人路比肩接踵，不少遊客未有理會車輛駛至，在馬路上漫步，經常出現人車爭路情況，造成區內道路交通壓力；加上馬路兩側行人路相對窄小，闊度只能夠勉強一人通過，部分路段更被路柱收窄行人空間，剩餘與在旁建築間的路面，根本不足以嬰兒車及拖着行李的旅客通行，相關人士惟有被迫走出馬路，情況險象環生。
在每逢長假期期間（在行人專區措施推出前或沒有實施人行專區的長假期期間），氹仔舊城區街道再出現人車爭路的情況，治安警察局一度在部分中國大陸大型節假日的下午時段對氹仔舊城區區內及周邊道路作出臨時交通管制措施；該區商會和部分商戶分別期望相關政府部門能夠研究在節假日或人流眾多的時候設立步行區可行性，以打造更好的社區及旅遊環境，進一步優化區內人流和秩序，延長旅客在氹仔舊城區內的逗留時間和分流前往區內周邊街道或景點遊覽，同時能夠帶旺步行區內或周邊的商戶生意。

## 歷史
2024年1月31日，政府跨部門拜訪氹仔社區發展促進會、氹仔坊眾聯誼會及澳門離島工商業聯合會，聽取該等社團對新春期間區內人流和交通安排的意見。
2024年2月2日，政府跨部門聯同氹仔坊會舉行聯合新聞發佈，宣佈於同年2月10日至18日（年初一至年初九）指定時段將近益隆炮竹廠遺址至路氹歷史館的一段街道首次實施節假日臨時行人專用區，以保障區內人流安全。
2024年9月，政府跨部門拜訪坊會就國慶假期計劃於2024年10月1日至7日即中國大陸國慶黃金周假期期間於氹仔舊城區實施行人專區。其中原途經區內巴士改道安排由原來的全天實施改為步行區實施的每天11:00起至尾班車期間改道行駛，另增設文創裝置及親子工作坊以豐富區內節日氛圍及玩樂元素，部分商戶另提供優惠以促進社區經濟。
2025年1月21日，政府跨部門連續第二年春節長假期間於氹仔舊城區實施臨時行人專區。為照顧區內行動不便居民的出行需求，於臨時行人專用區將增設七人座專用接駁車，在區內指定地點接載行動不便的居民往來臨時巴士站；另於飛能便度街的露天停車場位置首度增設特色市集，在不同地點如益隆炮竹廠增設打卡裝置，並安排多元化的表演及藝文活動以增添慶祝農曆新年的節日氣氛。
2025年4月上旬，政府跨部門工作小組分別拜訪氹仔各社團、商會代表，亦先後拜訪澳門三育中學、氹仔中葡學校及氹仔坊眾學校幼稚園，就五一假期期間設置臨時行人專用區事宜進行深入交流，廣泛聽取意見。行人專用區實施期間，區內實施各項臨時交通措施包括巴士改道及禁止車輛通行等，另於區內繼續安排特色市集及表演等活動，期望吸引更多旅客及居民入區消費玩樂，促進區內中小企經營。上述措施於4月22日正式公佈首次於中國大陸五一假期（5月1日至5日）期間實施。

## 活動安排
在行人專區實施期間，政府跨部門安排不同的活動營造行人專區內外氛圍。澳門旅遊局安排的活動包括吉祥物打卡、歌舞或舞獅表演等，文化局於飛能便度街近益隆炮竹廠的露天停車場增設特色市集，市政署亦於區內分別安裝大型或吊掛燈飾以增添節日氣氛，益隆炮竹廠與毗連的龍環葡韻片區另設有藝術裝置、藝文活動以吸引遊客參觀、打卡和體驗。
經濟及科技發展局於行人專區實施期間安排工作人員於不同位置手持指示牌並解答居民和旅客們的查詢，旅遊局於鄰近路氹歷史館的位置設置臨時旅遊咨詢站。

## 運作情況
氹仔舊城區實施臨時行人專區期間，以2024年春節首次實施期間的數據顯示，步行區日均到訪人數達逾3萬人次，每小時到訪人數平均達到3,000人次，到訪之高峰時段主要集中在14:00至15:00的時段。2025年首次在五一假期實施期間，行人專用區日均吸引逾3萬人次到訪，最高峰為5月3日達3.8萬人次。

## 交通安排
臨時行人專用區實施期間，區內道路將實施不同的封閉或交通改道之措施，近輕軌排角站A出口旁的巴士站的上落客貨區改為臨時重型客車上落客區。
巴士改道安排方面，“泉悅花園”、“嘉模泳池”、“氹仔官也街”及“氹仔中葡小學”站暫停使用，途經上述站點的路線於當天的11:00起至尾班車實施改道行駛，受影響的路線將會臨時停靠“奧林匹克大馬路”、“奧林匹克大馬路臨時站”及“澳門運動場”站；位於巴波沙總督前地、鄰近氹仔中葡小學位置設臨時站供11及28A路線停靠；交通事務局於區內指定地點增設七人座位專用接駁車（居民特約車）免費接載行動不便的居民往來臨時站點。另建議市民及旅客步行前往奧林匹克大馬路或望德聖母灣大馬路（近輕軌排角站）的站點乘坐巴士往返澳門各區，包括臨時增設的26AT路線。